# Paracytheroma texana
Paracytheroma texana är en kräftdjursart som beskrevs av Garbett och Rosalie F. Maddocks 1979. Paracytheroma texana ingår i släktet Paracytheroma och familjen Cytheromatidae. Inga underarter finns listade i Catalogue of Life.